# Olympus OM-D E-M1
Olympus OM-D E-M1 és la gama alta de càmeres digitals sense mirall d'Olympus, adreçades a l'ús professional, amb objectius intercanviables i sensors del sistema Micro Four Thirds compartit amb Panasonic i altres empreses; la línia comprén la càmera homònima, llançada el 2013, i les seues successores: la E-M1 Mark II (2016) i la E-M1X (2019).
El 24 de gener del 2019, Olympus anuncià una edició limitada de dos mil exemplars de la Mark II en color metàl·lic (fins llavors només disponible en negre) per a commemorar el centenari de l'empresa.
En juny del mateix any es publicà una nova actualització del maquinari per al model Mark II que li afegia algunes de les opcions presents en l'E-M1X, com millores en l'autofocus i la sensibilitat ISO, a més de la possibilitat d'editar els arxius RAW amb la càmera i el programa Olympus Workspace.
| Any  | Model | Processador       | Sensor | FPS | Vídeo |
| ---- | ----- | ----------------- | ------ | --- | ----- |
| 2013 | I     | TruePIC VII       | 16 mp  | 10  | FHD   |
| 2016 | II    | TruePIC VIII      | 20 mp  | 60  | 4K    |
| 2019 | X     | Dual TruePIC VIII | 20 mp  | 60  | 4K    |

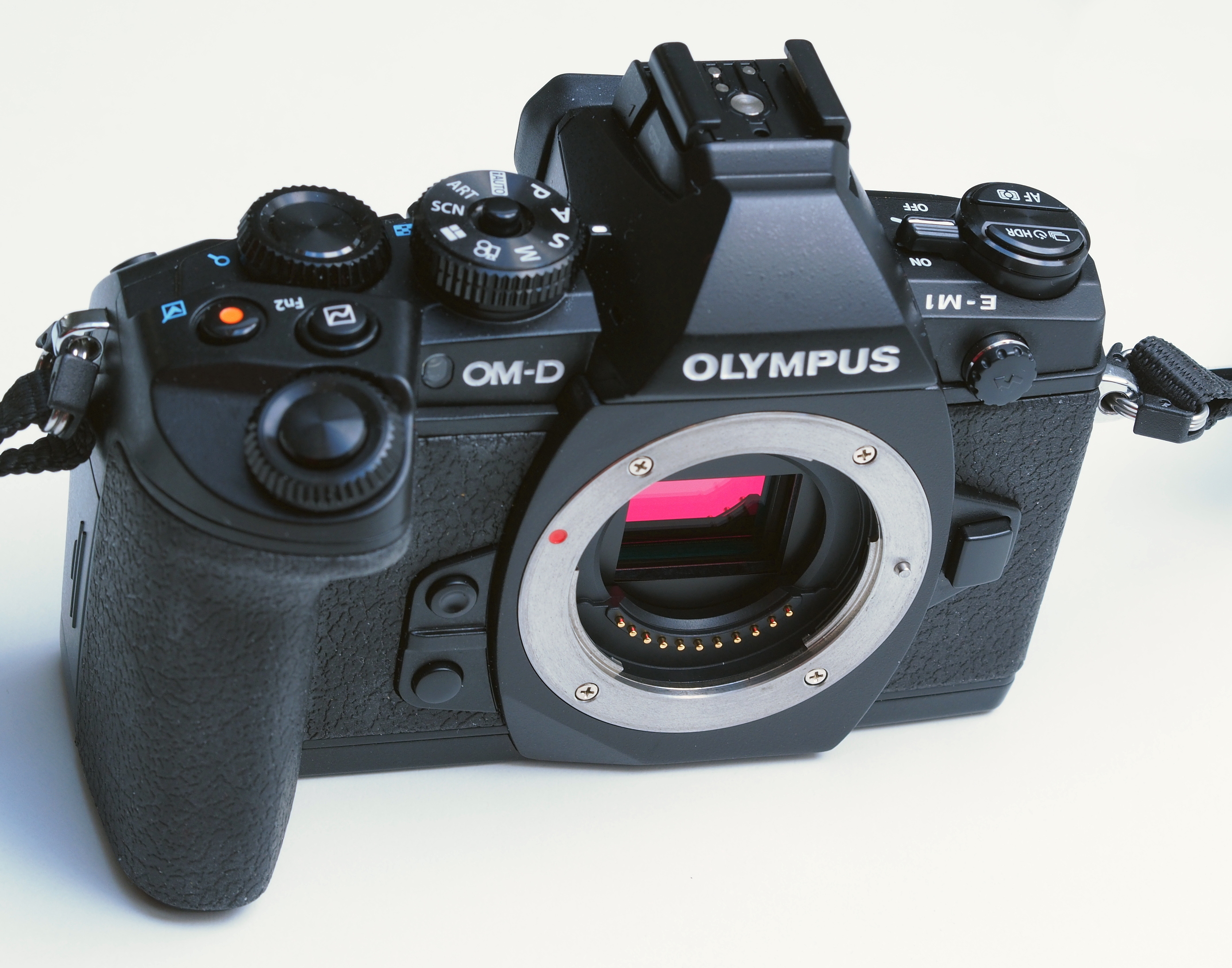
OM-D E-M1 (2013)
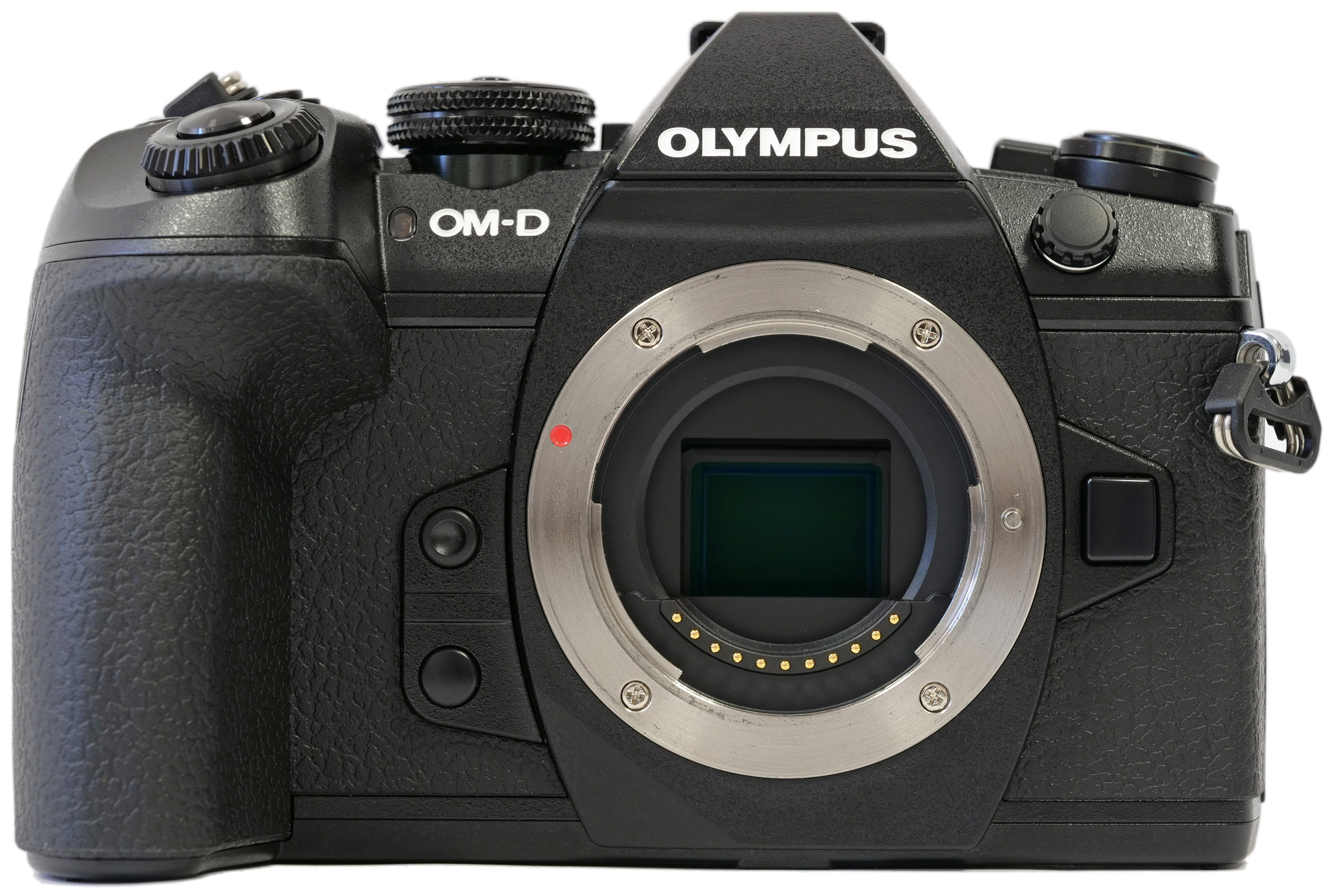
E-M1 Mark II (2016)
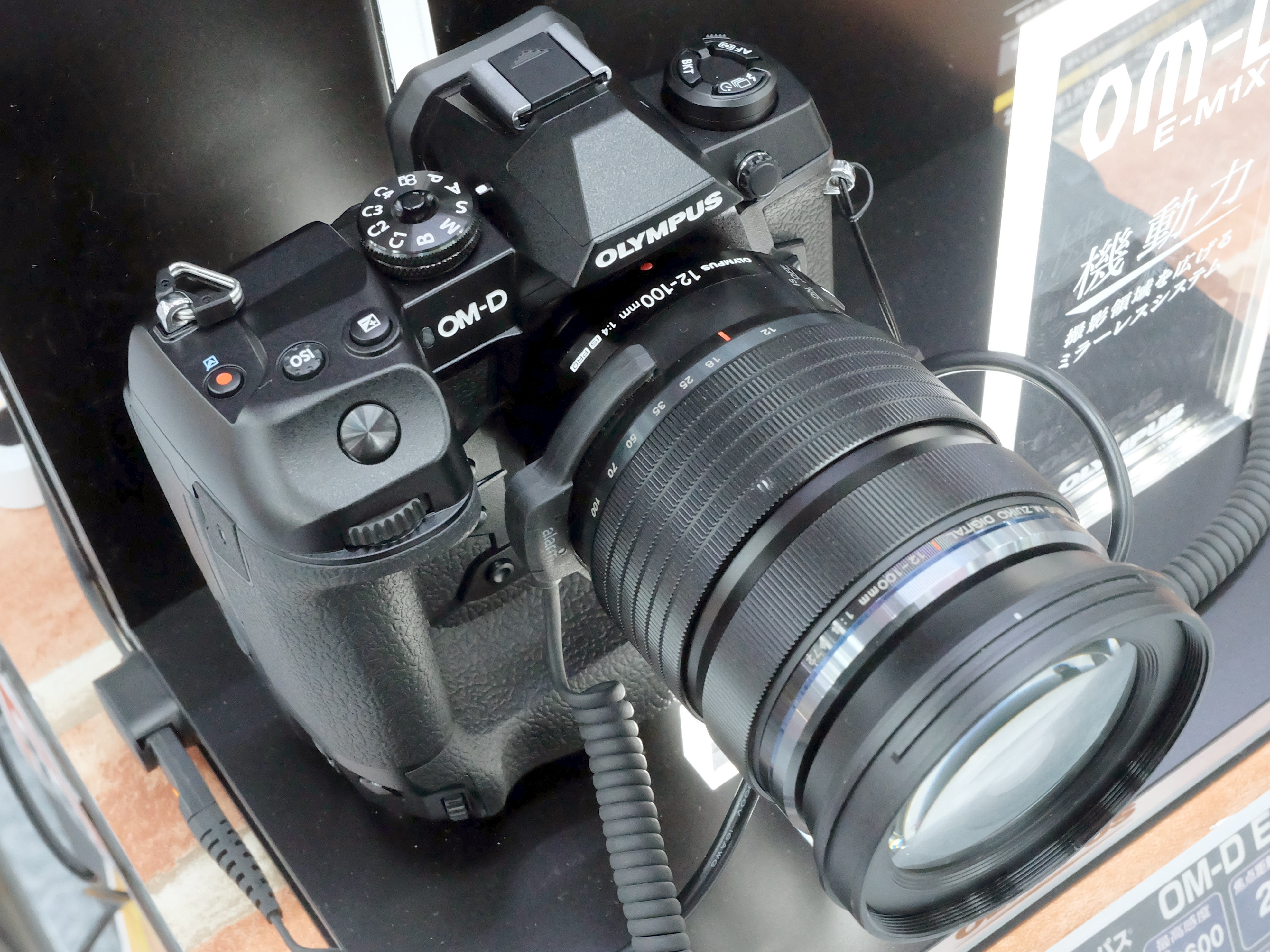
E-M1X (2019)